# Шумисен иши
Шумисен иши (須弥山石) су антропоморфне камене фигуре високе 3 m, камени модели митске планине Сумеру – центра света према будистичком предању у првим вртовима Јапана из епохе Асука. Остаци овог типа врта се могу наћи у дворцима-градовима Фуђивара и Хеиџио.